# Vouthon-Bas
Pour l’article homonyme, voir Vouthon-Haut.
Vouthon-Bas est une commune française située dans le département de la Meuse en région Grand Est.

## Géographie

### Situation
Le village est situé au nord du massif des Vosges, en Lorraine, sur le territoire de l'ancien duché de Bar, partagé entre la souveraineté du Saint-Empire et du royaume de France depuis 950, définitivement rattaché à la France en 1766.

#### Communes limitrophes
| Badonvilliers-Gérauvilliers | Amanty       | Amanty       |
| Badonvilliers-Gérauvilliers | Vouthon-Bas  | Vouthon-Haut |
|                             | Vouthon-Haut | Vouthon-Haut |

### Hydrographie
La commune est traversée par la ligne de partage des eaux entre les bassins versants de la Meuse et de la Seine au sein respectivement du bassin Rhin-Meuse et du bassin Seine-Normandie. Elle est drainée par le ruisseau de Fragne,.

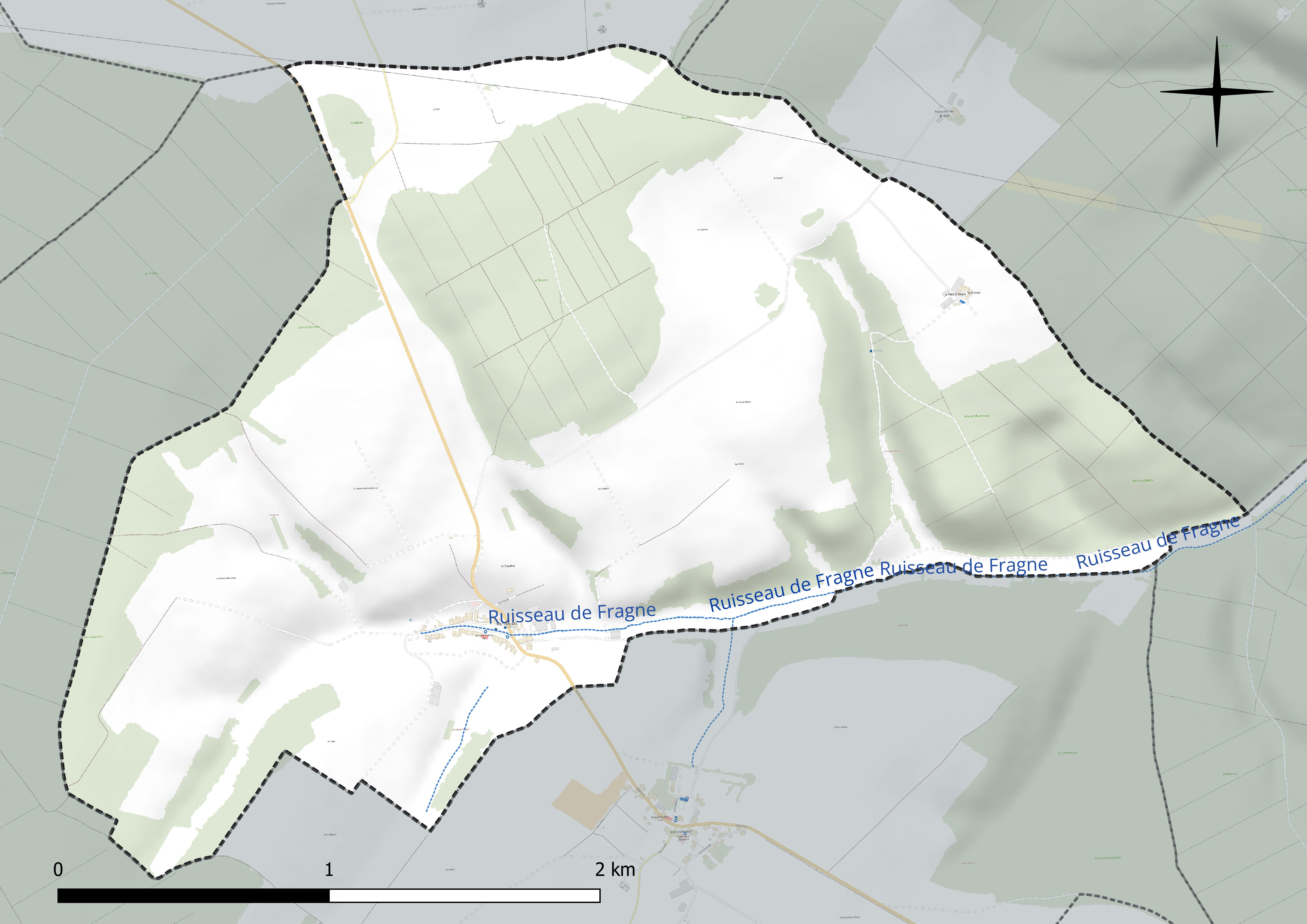
Réseau hydrographique de Vouthon-Bas.

### Climat
Pour des articles plus généraux, voir Climat du Grand Est et Climat de la Meuse.
En 2010, le climat de la commune est de type climat de montagne, selon une étude du Centre national de la recherche scientifique s'appuyant sur une série de données couvrant la période 1971-2000. En 2020, Météo-France publie une typologie des climats de la France métropolitaine dans laquelle la commune est exposée à un climat océanique altéré et est dans la région climatique  Lorraine, plateau de Langres, Morvan, caractérisée par un hiver rude (1,5 °C), des vents modérés et des brouillards fréquents en automne et hiver. 
Pour la période 1971-2000, la température annuelle moyenne est de 9,4 °C, avec une amplitude thermique annuelle de 16,7 °C. Le cumul annuel moyen de précipitations est de 970 mm, avec 13,4 jours de précipitations en janvier et 9,6 jours en juillet. Pour la période 1991-2020, la température moyenne annuelle observée sur la station météorologique de Météo-France la plus proche, « Cirfontaines_sapc », sur la commune de Cirfontaines-en-Ornois à 17 km à vol d'oiseau, est de 10,4 °C et le cumul annuel moyen de précipitations est de 904,1 mm. 
La température maximale relevée sur cette station est de 40 °C, atteinte le 12 août 2003 ; la température minimale est de −19,6 °C, atteinte le 6 février 1963,,. 
Les paramètres climatiques de la commune ont été estimés pour le milieu du siècle (2041-2070) selon différents scénarios d'émission de gaz à effet de serre à partir des nouvelles projections climatiques de référence DRIAS-2020. Ils sont consultables sur un site dédié publié par Météo-France en novembre 2022.

## Urbanisme

### Typologie
Au 1er janvier 2024, Vouthon-Bas est catégorisée commune rurale à habitat très dispersé, selon la nouvelle grille communale de densité à sept niveaux définie par l'Insee en 2022.
Elle est située hors unité urbaine. Par ailleurs la commune fait partie de l'aire d'attraction de Neufchâteau, dont elle est une commune de la couronne,. Cette aire, qui regroupe 72 communes, est catégorisée dans les aires de moins de 50 000 habitants,.

### Occupation des sols
L'occupation des sols de la commune, telle qu'elle ressort de la base de données européenne d’occupation biophysique des sols Corine Land Cover (CLC), est marquée par l'importance des territoires agricoles (61,2 % en 2018), en augmentation par rapport à 1990 (58,7 %). La répartition détaillée en 2018 est la suivante : 
terres arables (46,7 %), forêts (38,6 %), prairies (14,5 %), milieux à végétation arbustive et/ou herbacée (0,2 %). L'évolution de l’occupation des sols de la commune et de ses infrastructures peut être observée sur les différentes représentations cartographiques du territoire : la carte de Cassini (XVIIIe siècle), la carte d'état-major (1820-1866) et les cartes ou photos aériennes de l'IGN pour la période actuelle (1950 à aujourd'hui).

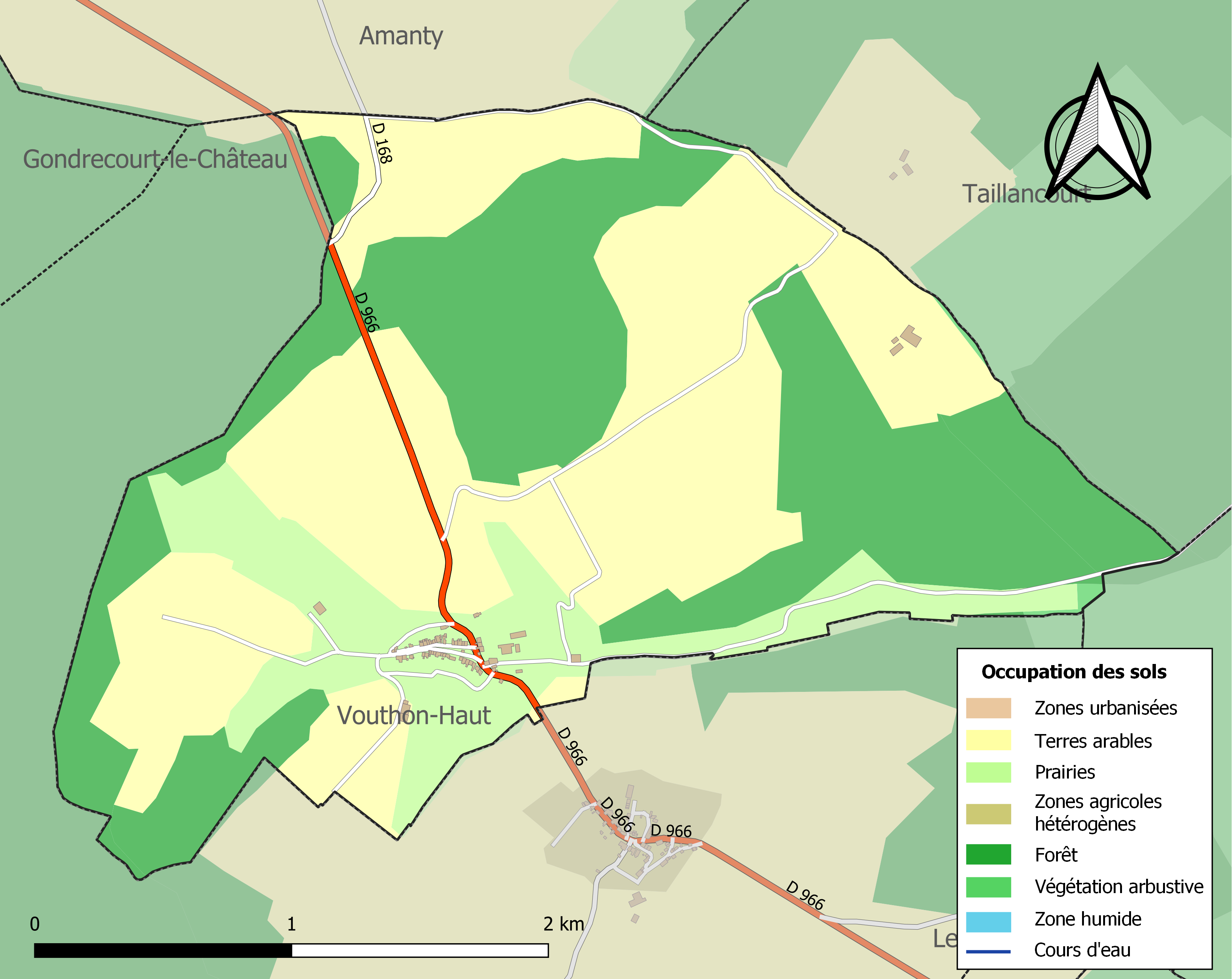
Carte des infrastructures et de l'occupation des sols de la commune en 2018 (CLC).

## Toponymie
Le nom de la localité est attesté sous les formes Voulthon-Baix (1330) ; Vothon-Bas (1580) ; Vouton-Bas (1700) ; Vouthon-le-Bas, Vothonium-Inferius (1711) ; Wothon (1778).

Le village est situé sur le ruisseau de Vouthon qui y prend sa source et dont il aurait pris le nom qui peut provenir du latin volta, de la racine hydronymique vol élargie en vol-t-, « courbe, méandre ».

Bas pourrait provenir de bach « ruisseau » qui aurait subi l'attraction de bas par opposition à « haut » de Vouthon-Haut.

## Histoire
Vouthon-Bas est un très petit village situé dans le nord-est de la France dans le département de la Meuse en Lorraine. La commune compte actuellement 40 habitants.
Ce village est connu pour être le lieu de naissance d'Isabelle de Vouthon (1377-1458), la mère de Jeanne d'Arc.

## Politique et administration
| Période                                  | Période  | Identité        | Étiquette | Qualité |
| ---------------------------------------- | -------- | --------------- | --------- | ------- |
| Les données manquantes sont à compléter. |          |                 |           |         |
| avant 1981                               | 1983     | Roger Robert    | PS        |         |
| avant 1988                               | ?        | Albert Rivière  |           |         |
| mars 2008                                | En cours | Patrick Poisson |           |         |

## Population et société

### Démographie
L'évolution du nombre d'habitants est connue à travers les recensements de la population effectués dans la commune depuis 1793. Pour les communes de moins de 10 000 habitants, une enquête de recensement portant sur toute la population est réalisée tous les cinq ans, les populations de référence des années intermédiaires étant quant à elles estimées par interpolation ou extrapolation. Pour la commune, le premier recensement exhaustif entrant dans le cadre du nouveau dispositif a été réalisé en 2004.

En 2022, la commune comptait 40 habitants, en évolution de −21,57 % par rapport à 2016 (Meuse : −4,4 %, France hors Mayotte : +2,11 %).
| 1793 | 1800 | 1806 | 1821 | 1831 | 1836 | 1841 | 1846 | 1851 |
| ---- | ---- | ---- | ---- | ---- | ---- | ---- | ---- | ---- |
| 308  | 279  | 264  | 274  | 306  | 305  | 297  | 276  | 302  |

| 1856 | 1861 | 1866 | 1872 | 1876 | 1881 | 1886 | 1891 | 1896 |
| ---- | ---- | ---- | ---- | ---- | ---- | ---- | ---- | ---- |
| 276  | 267  | 268  | 235  | 239  | 230  | 215  | 213  | 195  |

| 1901 | 1906 | 1911 | 1921 | 1926 | 1931 | 1936 | 1946 | 1954 |
| ---- | ---- | ---- | ---- | ---- | ---- | ---- | ---- | ---- |
| 181  | 166  | 161  | 143  | 130  | 118  | 95   | 91   | 83   |

| 1962 | 1968 | 1975 | 1982 | 1990 | 1999 | 2004 | 2006 | 2009 |
| ---- | ---- | ---- | ---- | ---- | ---- | ---- | ---- | ---- |
| 84   | 88   | 72   | 63   | 77   | 72   | 61   | 56   | 61   |

| 2014 | 2019 | 2022 | - | - | - | - | - | - |
| ---- | ---- | ---- | - | - | - | - | - | - |
| 52   | 44   | 40   | - | - | - | - | - | - |

## Culture locale et patrimoine

### Lieux et monuments
- Église Saint-Étienne.

### Personnalités liées à la commune
- Isabelle Rommée mère de Jeanne d'Arc.

### Héraldique
| Blason de Vouthon-Bas | Blason  | Coupé : au 1er parti au I d'azur à une calebasse gourde d'or, sa bretelle de sable, senestrée d’une épée d'argent, garnie d'or (la lame gravée de cinq croisettes de sable 1, 2 et 2), au II d'or à une tour donjonnée d'azur, maçonnée d'argent, ouverte et ajourée du champ, au 2d de gueules à cinq cailloux d'argent posés 2, 2 et 1 en chevron renversé. |
| Blason de Vouthon-Bas | Détails | La gourde évoque Isabelle Rommée, mère de Jeanne d'Arc, qui tiendrait son surnom de « Rommée » d'un pèlerinage qu'elle effectua à Rome ou au Puy. L'épée, gravée de 5 croix, représente celle de Jeanne d'Arc, dite de « Charles Martel », trouvée à la chapelle de Fierbois. La tour est reprise des armes de la famille des Salles, anciens seigneur des deux Vouthon, et qui portait : « d'argent à une tour donjonnée de sable, posée sur une motte de sinople ». Les cailloux rappellent le martyr de saint Étienne, patron de la paroisse, dont la disposition en V évoque l'initiale du nom de la commune. Adopté le 5 février 2024. |